# Riccardia longispica
Riccardia longispica là một loài rêu trong họ Aneuraceae. Loài này được Stephani Pearson mô tả khoa học đầu tiên năm 1893.